# Ariadna (Martinů)
Ariadna (francouzsky Ariane), H. 370, je jednoaktová opera Bohuslava Martinů. Libreto napsal sám autor podle části divadelní hry Georgesa Neveuxe Návrat Théseův (Le Voyage de Thésée) z roku 1943. Martinů začal operu psát 13. května 1958, aby si – podle svých slov – odpočinul od práce na opeře Řecké pašije. Operu dokončil 15. června 1958.

## Uvedení
Světová premiéra byla 2. března 1961 v Gelsenkirchenu (Německo) pod vedením Ljubomira Romanského. 
Česká premiéra proběhla 23. října 1962 v Brně v Komorní opeře JAMU v rámci večera Třikrát Ariadna (vedle opery Martinů byly uvedeny ještě Nářek Ariadny od Claudia Monteverdiho a melodram Ariadna na Naxu od Jiřího Antonína Bendy). Dirigoval Richard Týnský, titulní roli zpívala Miriam Šupurkovská. 
Již 9. září 1961 byla ale uskutečněna rozhlasová nahrávka v Československém rozhlasu Brno, dirigent: František Jílek, titulní role: Cecilie Strádalová. Opera byla provedena v češtině, autorkou překladu libreta byla Eva Bezděková.
V roce 2023 byla opera uvedena v koncertním provedení v rámci Dnů Bohuslava Martinů. Opera byla provedena v obsazení: Simona Šaturová (Ariadna), Peter Kellner (Théseus), Richard Samek (Burún), Jozef Benci (Mínotaurus), Richard Novák (Stařec) a členové Pražského filharmonického sboru (sbormistryně Šárka Csölle Knížetová. Českou filharmonii řídil Tomáš Netopil.

## Postavy
| Ariadna              | soprán        |
| Théseus              | baryton       |
| Burún                | tenor         |
| Mínótauros           | bas           |
| Strážce              | tenor         |
| Stařec               | bas           |
| šest jinochů z Athén | tenoři a basy |

## Stručný obsah opery
Opera je komponována podle barokního schématu a sestává z prologu a tří obrazů, oddělených orchestrálními symfoniemi.
Předloha libreta, divadelní hra Georgesa Neveuxe Návrat Théseův (Le Voyage de Thésée) zpracovává řecký mýtus o Mínótaurovi. Libreto zpracoval sám Bohuslav Martinů. Je použit text druhého a části třetího jednání této hry ve zkrácené podobě. Autor hry tyto úpravy schválil.
Text původní hry ani vlastního libreta se nedrží antické předlohy a je plný náznaků, nápovědí a otázek, na které není dána odpověď. Tento stručný obsah nemůže postihnout nejednoznačnost některých scén a poetickou krásu a sílu libreta.

### Sinfonia č. 1
Součástí 1. symfonie je Prolog před oponou. Strážce města Knóssos se dozvídá o příjezdu lodi s athénskými mladíky od racka, letícího kolem. "Dobrá zpráva!" zvěstuje městu.

### 1. obraz
Sedm vylodivších se mladíků tluče na dveře krčmy. Otvírá jim Stařec, který je varuje před blížící se nocí. Šest mladíků se Starcem odchází, Théseus zůstává a u starého morušovníku se setkává s neznámou dívkou. Ta se do něho zamiluje a varuje jej před blížícím se Mínótaurem. Kroky ale patří Starci, který ohlašuje svatbu královské dcery. Tou dcerou je ona dívka a jmenuje se Ariadna, ženichem má být Théseus.

### 2. obraz
Théseův společník Burún je nespokojen s tím, že místo boje sedí nečinně na slavnosti, a vydává se sám zápasit s Mínótaurem. Burúnův smrtelný křik probudí Thésea z jeho okouzlení. Překoná strach a vyzve Mínótaura k boji. Ten přichází a vypadá přesně jako Théseus. Théseus se nezalekne jeho matoucích slov a zabije ho.

### 3. obraz
Théseus odplouvá se svými druhy, Ariadna se s ním loučí závěrečnou árií.

## Nahrávky
- 1961 – dirigent: František Jílek, sólisté: Cecilie Strádalová, René Tuček, Zdeněk Kroupa, Vladimír Krejčík, Václav Halíř, Zdeněk Pospíšil, Oldřich Jakubík, sbor a orchestr Janáčkovy opery Brno, nahrávka Československý rozhlas Brno,[5] překlad libreta do češtiny Eva Bezděková.[1] Nahrávka vyšla na CD, které vydala Nadace Bohuslava Martinů a Institut Bohuslava Martinů při příležitosti Dnů Bohuslava Martinů 2006. CD vyšlo v roce 2008 a bylo neprodejné.
- 1986 – dirigent: Václav Neumann, Ariadna: Celina Lindsley, Théseus: Norman Philips, Mínótauros: Richard Novák, Česká filharmonie, Pražský filharmonický sbor (PFS), CD Supraphon, 1987 a 2000, SU 3524-2 631
- 2016 – dirigent: Tomáš Netopil, Ariadna: Simona Šaturová, Théseus: Zoltán Nagy, Mínótauros: Baurzhan Anderzhanov, Burún: Abdellah Lasri, Stařec: Tijl Faveyts, Essener Philharmoniker, sólisté sboru Aalto-Theater Essen Choir, CD Supraphon (živá nahrávka) SU 4205-2[6]